# In the Beginning
In the Beginning – kompilacja nagrań amerykańskiej grupy deathmetalowej Nile pochodzących z minialbumów Festivals of Atonement oraz Ramses Bringer of War. Wydawnictwo ukazało się 28 września 1999 roku nakładem wytwórni muzycznej Relapse Records. Album ukazał się również na płycie winylowej w limitowanej do 1000 sztuk edycji.

## Lista utworów
Opracowano na podstawie materiału źródłowego.
Festivals Of Atonement
1. „Divine Intent” (sł. Karl Sanders, muz. Karl Sanders) – 06:26
2. „The Black Hand of Set” (sł. Karl Sanders, muz. Karl Sanders) – 02:22
3. „Wrought” (sł. Karl Sanders, muz. Karl Sanders) – 08:45
4. „Immortality Through Art / Godless” (sł. Karl Sanders, muz. Karl Sanders) – 05:15
5. „Extinct” (sł. Chief Spires, muz. Karl Sanders) – 09:35

Ramses Bringer Of War
1. „The Howling of the Jinn (demo)” (sł. Karl Sanders, muz. Karl Sanders) – 02:22
2. „Ramses Bringer of War (demo)” (sł. Karl Sanders, muz. Karl Sanders) – 04:56
3. „Der Rache Krieg Lied der Assyriche (demo)” (sł. Karl Sanders, muz. Karl Sanders) – 02:45